# Кетлин Кенјон
Дејм Кетлин Мери Кенјон (Лондон, 5. јануар 1906 — Врексхам, 24. август 1978) је енглеска археолошкиња, водећа археолошкиња неолитске културе. Бивша је директорка колеџа Свети Хаг на Оксфорду и најпознатија је по ископавањима Јерихона и Бангалова у периоду од 1952. до 1958. Проглашена је најутицајнијим женским археологом 20. века.

## Биографија
Рођена је у Лондону 1906. као најстарија кћерка Фредерика Кенјона, председника Британског музеја. Одрасла је у Блумсберију, у Лондону, у кући непосредно до музеја са мајком и сестром Нором. У детињству је била тврдоглава и немирна. Њени родитељи су посветили велику пажњу школовању њихове две кћерке. Школовала се у женској школи Свети Пол, пре него што је отишла на студије у Оксфорд. За време студија је постала први женски председник Археолошког друштва на Оксфорду.
Дипломирала је 1929. и почела је да се бави археолошким истраживањима. Радила је на више пројеката, а прославила се на ископавању Јерихона 1950-их година. Године 1962, постала је директор колеџа Свети Хаг на Оксфорду, а пензионисала се 1973. године. Исте године је и била награђена Орденом британске империје за укупан животни допринос, од краљице Елизабете II.
Никад се није удавала.

## Каријера
Кетлин је почела да се бави археологијом под утицајем Маргари Фрај, библиотекарке на колеџу у Сомервилу.
Када је завршила студије, прво искуство на пољу археологије је стекла као фотограф, на почетним ископавањима у Великом Зимбабвеу 1929. под вођством Гертруде Катон-Томпсон. Када се вратила у Енглеску, прикључила се археолошком тиму који су чинили муж и жена, Мортимер и Теса Вилер. Њихов пројекат је био ископавање остатака римско-британског утврђења Веруламиум, недалеко од Лондона. Кетлин је од Мортимера научила пуно од 1930. до 1935. где је сваког лета радила.
У периоду од 1931. до 1934. радилла је у Самарији, и у администрацији за британски мандат за Палестину са Џоном и Грејс Кроуфутом. Године 1934, је била један од оснивача Института археологије на Универзитету у Лондону. Важну улогу је имала на ископавањима Џевријевог зида у Лејчестеру, између 1936. и 1939.
За време Другог светског рата Кетлин је радила као један од координатора у Црвеном крсту у Самерсмиту, у Лондону, а касније као директор и секретар Института археологије на Универзитету у Лондону. После рата ископавала је на разним местима широм Енглеске, а радила је и на ископавању града Сабрата у Либији. Паралелно са археолошким радом, као члан већа Британске школе археологије у Јерусалиму, покушавала је да покрене њено поновно отварање, након Другог светског рата.
У јануару 1951. отишла је у Трансјордан како би започела на ископавањима у Јерихону.

## Ископавање Јерихона
Први проналасци са овог налазишта били су изложени на Фестивалу Британије 1951. године. Њен рад на овом налазишту у периоду између 1952. и 1958. донео јој је светску славу. Закључци које је донела на основу ископавања, били су зачуђујучи за многе. Она је оповргнула закључке археолога Гарстанга и осим што је рекла да време које је он прорачунао није тачно, закључила је да Џошуа није могао да опседне град зато што зидине град тада нису постојале. Она је заслужна за веома важна археолошка открића везана за неолитску културу Леванта, и за ископавања из периода раног бронзаног доба. Кетлин је призната и поштована због својих открића, али и због анализе пронађених артефакта и резултата које је тиме добила.
У исто време је радила на раду о ископавањима у Самарији, Samaria Sebaste III: The Objects (1957). У Јерусалиму је ископавала од 1961. до 1967. Посебно се бавила Давидовим градом и области до замка Маунт. Координисала је ископавања дуж великог попречног пресека на источном делу града који је залазио у велике дубине. Пронашла је велики број одељака тадашњих грађевина из различитих периода. На попречном пресеку на различитим дубинама је пронашла зидове две различите тврђаве из различитих временских периода. Први потиче из 18. века пре нове ере, из средњег бронзаног доба, а други је млађи, део Соломоновог храма, и потиче из шестог века пре нове ере. Такође је пронашла главну улицу града Јерусалима из времена Другог Јерусалимског храма (разрушеног првог века пре нове ере) на пољани Тиропоеон.
Њени радови везани за ова ископавања цитирани су и радовима везаним за библијску археологију.

## Објављени радови
- Грађевине у Самарији (The Buildings at Samaria), Лондон, 1942, у сарадњи са Џ. В. Кроуфутом и Е. Л. Сукеником
- Ископавања на месту Јевријевог зида (Excavations at the Jewry Wall Site), 1948, Лејчестер, Лондон, Друштво за антикварне предмете
- Водич у Вроксетер романски град (Guide to Wroxeter Roman City), Лондон, 1949.
- Неке белешке о историји Јерихона у другом миленијуму пре нове ере (Some Notes on the History of Jericho in the Second Millennium B.C.), 1951
- Почетак у археологији (Beginning in Archaeology), Лондон, 1952.
- Почетак Јерихона (Early Jericho), 1952
- Почетак археологије (Beginning in Archaeology), 1953, друга едиција, Лондон
- Водич древног Јерихона (Guide to Ancient Jericho), 1954, Јерусалим
- Ископавање Јерихона (Digging Up Jericho), 1957, Лондон, (књига је издата на енглеском, холандском, хебрејском, италијанском, шпанском и шведском)
- Објекти из Самарије, 1957, The Objects from Samaria, [Samaria-Sebaste III], London, 1957 (co-authored with Crowfoot, J.W. & Crowfoot, G.M.
- Неке белешке из раног и средњег бронзаног доба Strata of Megiddo (Some Notes on the Early and Middle Bronze Age Strata of Megiddo), 1958, Израел
- Ископавања у Саутварку (Excavations at Southwark), том I, 1959, Истраживачки часопис Археолошког друштва 5
- Археологија у Светој земљи (Archaeology in the Holy Land), прво издање, Лондон, 1960.
- Ископавање Јерихона (Digging Up Jericho), 1960, Лондон
- Почетак у археологији (Beginning in Archaeology), Лондон, прерађено издање, 1961.
- Археологија у Светој земљи (Archaeology in the Holy Land), друго издање, Лондон, 1965.
- Ископавање Јерихона (Digging Up Jericho), 1960, том II, Лондон
- Британска археологија ван граница - Јерусалим (British Archaeology Abroad - Jerusalem), 1965.
- Amorites and Canaanites, Лондон, 1966
- Ископавања у Јерусалиму (Excavations in Jerusalem), 1965
- Јерусалим - ископавања историјског периода од 3000 година (Jerusalem - Excavating 3000 Years of History), Лондон, 1967 (издата и на немачком)
- Средње и касно бронзано доба Strata at Megiddo (Middle and Late Bronze Age Strata at Megiddo), Левант, 1969
- Археологија у Светој земљи (Archaeology in the Holy Land), треће издање, Лондон, 1971 , (издата на енглеском, холандском, данском, шпанском и шведском)
- Краљевски градови и стари тестамент, Royal Cities of the Old Testament, Лондон, 1971
- Есеј о археолошкој техници: Издање резултата са ископавања у Телу, Harvard Theological Review, 1971
- Копање у Јерусалиму (Digging up Jerusalem), 1974, Лондон
- Гробнице од средње ране бронзе до доба средње бронзе у Телу Авиву (Tombs of the Intermediate Early Bronze - Middle Bronze Age at Tel 'Ajjul), 1974, Гетеборг
- Библија и скорашња археологија, публикације Британског музеја, Лондон, 1978